# 麻生内閣メールマガジン
麻生内閣メールマガジン（あそうないかくメールマガジン）は、麻生太郎内閣総理大臣の下で内閣官房内閣広報室から発行されていたメールマガジンである。

## 概要
小泉純一郎政権時代の小泉内閣メールマガジン、安倍晋三政権時代の安倍内閣メールマガジン、福田康夫政権時代の福田内閣メールマガジンと三代に亙って日本国の内閣からメールマガジンが発行されていたが、麻生太郎政権下でも過去三代の内閣メールマガジンを各々踏襲する形で、2008年10月2日に「創刊準備号」、翌週10月9日に創刊号が発行された。
原則として毎週木曜日に発行し、総編集長は麻生首相自らが務めた。編集長は、麻生の側近である内閣官房副長官の松本純が担当した。
特徴の一つとして、総理のエピソード等を赤裸々に述べる「太郎ちゃんねる」を配信していることが挙げられる。
2009年8月30日の第45回衆議院議員総選挙で民主党が圧勝し、鳩山由紀夫内閣の成立が確実になったため2009年9月3日、第44号をもって終刊となった。メールマガジンそのものは政権交代後も鳩山内閣メールマガジンとして存続することとなった。